# Ferdinand Seidl
Ferdinand Seidl, slovenski naravoslovec in geolog, * 10. marec 1856, Novo mesto, † 1. december 1942, Novo mesto.
Seidl velja za utemeljitelja slovenske geologije in geološke terminologije.

## Življenje in delo
V rojstnem Novem mestu je obiskoval meščansko šolo ter gimnazijo, v Gradcu pa je na filozofski fakulteti študiral prirodopis, matematiko in fiziko. Seidl slovi kot eden najpomembnejših slovenskih naravoslovcev in je avtor številnih znanstvenih knjig in razprav, predvsem s področja geologije, pa tudi meteorologije, seizmologije ter botanike. Na njegovo pobudo je bil vrh Gorjancev poimenovan Trdinov vrh. Njemu gredo tudi zasluge, da se je na Gorjancih začela zaščita slovenskih gozdov. Tako je bil v sklopu te zaščite tudi zaščiten studenec Gospodična. Med drugim je v Krškem postavil prvo vremensko opazovalnico.
Leta 1909 je podrobno opisal delovanje Presihajočega studenca v soteski Savinje.
Seidl je bil tudi poročevalec za potrese na Kranjskem, Goriškem in Gradiškem pri Osrednjem zavodu za meteorologijo in geodinamiko na Dunaju. Leta 1904 se je celo razmišljali o ustanovitvi samostojnega oddelka za preučevanje potresov pri Državnem zavodu za meteorologijo in geodinamiko na Dunaju, vendar se to ni zgodilo. Možno pa je, da bi ob morebitni ustanovitvi takšnega oddelka Seidl postal njegov vodja, saj je bil pri svojih poročilih dokaj natančen in precej kritičen. Tako je po potresu, ki je 29. januarja 1917 prizadel okolico Brežic podal poročilo, ki je bilo objavljeno leta 1919 v časopisu Carniola, ki je bil časopis Muzejskega društva za Kranjsko. Častni član tega društva je bil Ferdinand Seidl od leta 1915.
V članku je Seidl zanimivo opisal nihanje hiš, stolpov in drugih stavb. V več kasnejših člankih je jasno poudaril povezavo med potresi in geološko zgradbo. V članku o brežiškem potresu preseneča Seidlov način pisanja, saj ni napisan na zanj povsem značilen način. V večini člankov je namreč Seidl uporabljal precej svojevrstne izraze in arhaizme, kar je značilno tudi za poznejše članke po letu 1919. 
V članku iz leta 1919 piše Seidl tudi o potresno varni gradnji, pri čemer se opira predvsem na delo Djelovanje potresa na zgradbe, ki ga je leta 1911 napisal slavni Andrija Mohorovičić.
Mirovno konferenco v Parizu je opozoril z razpravo Kod naj se potegne pravična državna meja med Jugoslavijo in Italijo? (SN 1919, št. 24–9; ponat. Lj. 1919, z geol. zemljevidom 1:2,000.000); La future frontière politique entre la Yougoslavie et l'Italie.Lj. 1919; La ligne de partage des eaux au Carse–ligne de démarcation. Lj. 1919. 
V področju Muzejskega društva za Slovenijo je bil 20. januarja 1920 osnovan poseben odsek za varstvo prirode in prirodnih spomenikov v Jugoslaviji, katerega član je postal tudi Seidl. Bil pa je tudi dopisni član Slovenske akademije znanosti in umetnosti.
Po njem se danes imenuje cesta v Novem mestu.

## Dela
- Kamniške in Savinjske Alpe, njih zgradba in njih lice, prva slovenska knjiga s področja splošne geologije
- Rastlinstvo naših Alp
- Moderna izobrazba
- Avtobiografija

## Zunane povezave
- Rakovec Ivan. »Seidl Ferdinand«. Slovenski biografski leksikon. Ljubljana: ZRC SAZU, 2013 – prek Slovenska biografija.